# Huy chương Logan
Huy chương Logan là một giải thưởng cao nhất của Hiệp hội địa chất Canada. Huy chương này được đặt theo tên Sir William Edmond Logan, nhà địa chất học nổi tiếng người Canada ở thế kỷ 19, và được trao hàng năm cho những người có thành tựu nổi bật trong khoa học Trái Đất  ở Canada.

## Các người đoạt huy chương Logan
- 1964 -James Edwin Hawley
- 1965 -Walter A. Bell
- 1966 -Henry C. Gunning
- 1967 -James E. Gill
- 1968 -John Tuzo Wilson
- 1969 -James M. Harrison
- 1970 -Duncan R. Derry
- 1971 -Thomas Henry Clark
- 1972 -Robert F. Legget
- 1973 -Clifford H. Stockwell
- 1974 -Yves O. Fortier
- 1975 -Edward A. Irving
- 1976 -R. J. W. Douglas
- 1977 -Anthony R. Barringer
- 1978 -Aleksis Dreimanis
- 1979 -Raymond Thorsteinsson
- 1980 -Gerard V. Middleton
- 1981 -William S. Fyfe
- 1982 -Charles R. Stelck
- 1983 -John Oliver Wheeler
- 1984 -David W. Strangway
- 1985 -Raymond A. Price
- 1986 -Michael John Keen
- 1987 -Digby McLaren
- 1988 -Harold Williams
- 1989 -Thomas Edvard Krogh
- 1990 -Richard Lee Armstrong

- 1991 -J. Ross Mackay
- 1992 -Paul F. Hoffman
- 1993 -Petr Cerny
- 1994 -Anthony J. Naldrett
- 1995 -Jan Veizer
- 1996 -Frank C. Hawthorne
- 1997 -Eric W. Mountjoy
- 1998 -Donald F. Sangster
- 1999 -Roger G. Walker
- 2000 -Hu Gabrielse
- 2001 -Stephen E. Calvert
- 2002 -James Monger
- 2003 -Fred Longstaffe
- 2004 -Stewart Blusson
- 2005 -Ronald M. Clowes
- 2006 -Claude Hillaire-Marcel
- 2007 -John J. Clague
- 2008 -James M. Franklin
- 2009 -Noel James
- 2010 -Christopher R. Barnes
- 2011 -Anthony E. Williams-Jones
- 2012 -Robert Kerrich
- 2013 -George Pemberton
- 2014 -Andrew Miall